# 勒派
勒派（法語：Repaix，法語發音：[ʁəpɛ]）是法国默尔特-摩泽尔省的一个市镇，属于吕内维尔区。

## 地理
勒派（48°36'28"N, 6°49'58"E）面积4.86 平方千米，位于法国大東部大區默尔特-摩泽尔省，该省份为法国东北部内陆省份，是洛林的一部分，北邻比利时、卢森堡，北起顺时针与摩泽尔省、下莱茵省、孚日省和默兹省接壤。
与勒派接壤的市镇（或旧市镇、城区）包括：欧特勒皮埃尔、布拉蒙、戈涅、伊涅、韦尔德纳勒。

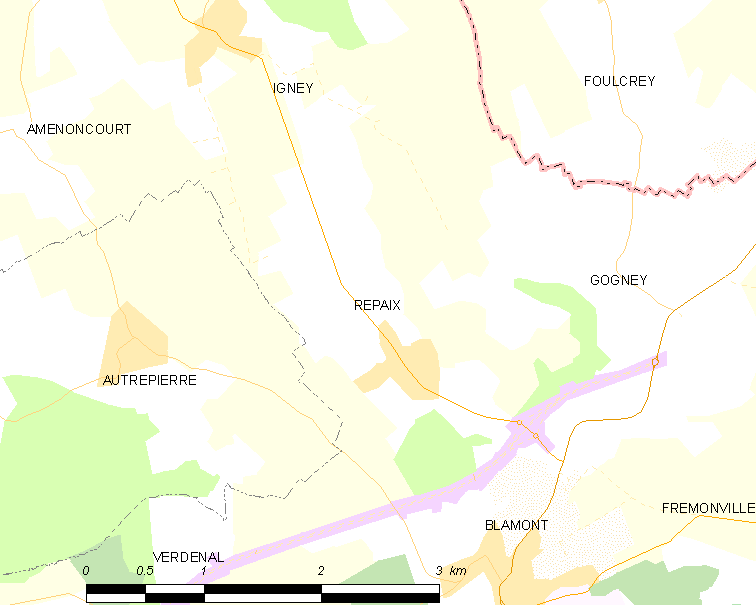
勒派的OSM定位图

勒派的时区为UTC+01:00、UTC+02:00（夏令时）。

## 行政
勒派的邮政编码为54450，INSEE市镇编码为54458。

## 政治
勒派所属的省级选区为巴卡拉县。

## 人口

1962-2008年间勒派人口变化图示

勒派于2022年1月1日时的人口数量为109人。